# Леонард, Павел Степанович
Павел Степанович (Стефанович) Леонард (11 июля 1837 — 8 июля 1891) — российский социолог, писатель, публицист, общественный деятель. Надворный советник. Камер-юнкер.

## Биография
Представитель бессарабского дворянского рода. Помещик. Владелец имений Кумболита и Стефановка в Сорокском уезде, имел чин надворного советника и придворное звание камер-юнкера, был попечителем церковноприходских школ Сорокского уезда, Аккерманского народного училища и 1‑й одесской прогимназии.
Сторонник самодержавия, опору которого видел в зажиточном крестьянстве. В области эстетики был противником реализма и народности искусства.
П. С. Леонард был автором целого ряда публицистических произведений на экономические, социальные и внешнеполитические темы:
- «Путешествие по Европе пресловутого принципа национальностей», Лейпциг, 1867;
- «Несколько слов о земстве вообще, о Бессарабском в особенности. Земские господа и земские управляющие» (Одесса, 1871);
- «Некоторые размышления вообще об общественных собраниях» (Одесса, 1872);
- «Эскизы из жизни Европы за последние 20 лет» (СПб., 1874);
- «Тройственный союз и Англия. Объединение и разъединение Европы» (СПб., 1876);
- «Нужды сельского хозяйства. Полевой рабочий. Дорога. Рынок» (СПб., 1881);
- «Смута и её настоящая причина» (СПб., 1881);
- «Новая эра для дворянства», Вена, 1885;
- «Что хотят отнять у русского народа. Конституционализм. Радикализм. Александр II» (СПб., 1887);
- «Социальная боль» (Одесса, 1887);
- «Сельско-промышленный кризис и меры к его устранению», СПБ, 1888 и др.

На момент кончины владел имениями Кумболита и Стефановка в Сорокском уезде (4600 десятин), Александрены в Белецком уезде (3040 десятин), Инешты в Оргеевском уезде (1670 десятин) Бессарабской губернии и имением Стобыхва в Ковельском уезде Волынской губернии (2700 десятин, в том числе 1600 десятин строевого леса), большим домом на Николаевском бульваре в Одессе (приносил до 9 тыс. руб. чистого дохода в год), а также значительным поголовьем скота и крупными запасами пшеницы. Общая оценочная стоимость всего имущества превышала 1,2 млн рублей, а получаемый от него ежегодный чистый доход достигал 80 тыс. рублей. Таким образом Леонард был одним из самых богатых помещиков губернии. Основным продуктом сельскохозяйственного производства его имений было вино, славившееся в России и
поставлявшееся даже к Высочайшему двору.
Погребён на фамильном кладбище.